# Cantonul Bourg-Saint-Andéol
Cantonul Bourg-Saint-Andéol este un canton din arondismentul Privas, departamentul Ardèche, regiunea Rhône-Alpes, Franța.

## Comune
- Bidon
- Bourg-Saint-Andéol (reședință)
- Gras
- Larnas
- Saint-Just-d'Ardèche
- Saint-Marcel-d'Ardèche
- Saint-Martin-d'Ardèche
- Saint-Montan
- Saint-Remèze